# Interleukina 1

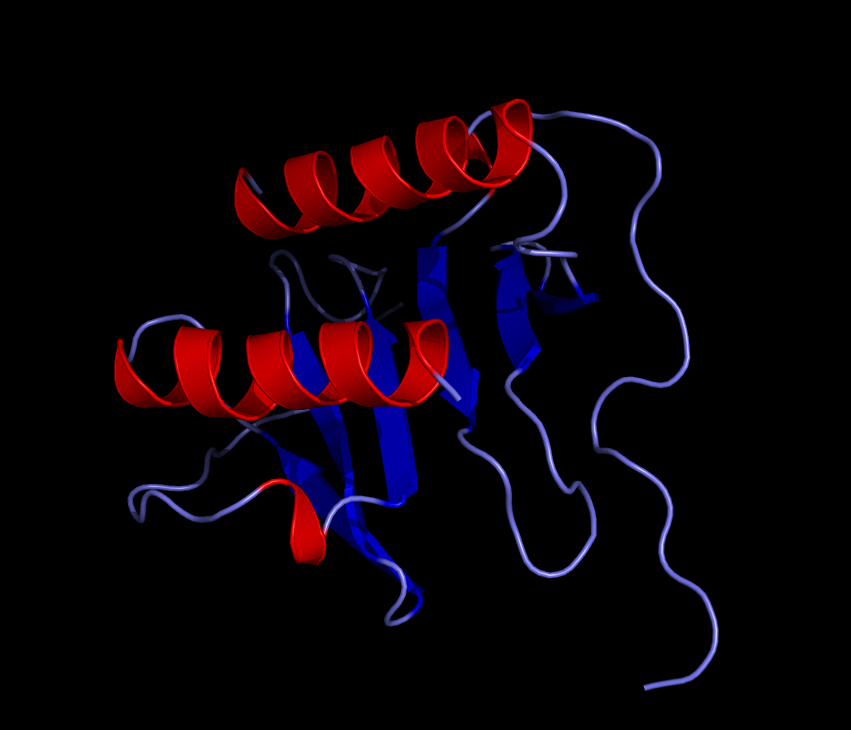
Ludzka IL-1

Interleukina 1 (IL-1) – zbiorcza nazwa, którą określa się cytokiny o kluczowym znaczeniu dla procesu zapalnego i szerokim spektrum działania. Cytokina ta jest wydzielana w odpowiedzi na różne antygeny pochodzenia wirusowego, bakteryjnego i grzybiczego. Oprócz komórek układu odpornościowego wydzielać ją mogą również komórki "nieimmunologiczne", takie jak keratynocyty, co jeszcze podkreśla jej rolę jako uniwersalnego czynnika pobudzającego reakcję zapalną. IL-1 jest także zdolna do indukowania wydzielania innych cytokin prozapalnych, takich jak: IFN-γ, Interleukina 6 czy TNF. IL-1 wpływa również na procesy odpowiedzi swoistej, indukując wydzielanie interleukiny 6 przez limfocyty T oraz wpływając na rozwój limfocytów B. Ogólnie można powiedzieć, że IL-1 wpływa aktywująco na leukocyty oraz wiele innych komórek nie związanych bezpośrednio z układem odpornościowym, bierze bowiem udział także w przebudowie tkanek, syntezie białek ostrej fazy, wywołuje senność i jest pirogenem.
Spośród 10 różnych wariantów IL-1 najbardziej istotne są trzy:
- IL-1α, występująca głównie jako cząsteczka błonowa i oddziałująca przez to jedynie na komórki sąsiadujące z komórką, która tę cytokinę wytwarza
- IL-1β, odpowiedzialna za większość efektów wywoływanych przez IL-1
- IL-1γ, opisywana obecnie jako Interleukina 18.

IL-1 jest intensywnie badana jako potencjalny lek ze względu na jej silne własności przeciwnowotworowe, jednakże jej silne własności prozapalne i pirogenne powodują, że jej bezpośrednie zastosowanie jest dosyć trudne. Próbuje się natomiast stosować związki pochodne, nie wykazujące tak silnych efektów ubocznych.
W leczeniu reumatoidalnego zapalenia stawów stosuje się  anakinrę – antagonistę ludzkich receptorów dla IL-1.

Przeczytaj ostrzeżenie dotyczące informacji medycznych i pokrewnych zamieszczonych w Wikipedii.